# Ионофорез

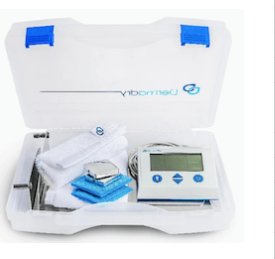
Вариант портативного аппарата для электрофореза: блок управления, пластинчатые электроды, салфетки для раствора электролита, прижимные мешочки

Лекарственный электрофорез (от др.-греч. φορέω «переношу»; устар.: ионофорез, ионтофорез, ионотерапия, гальваноионотерапия, ионогальванизация) — разновидность электролечения в физиотерапии в основе которого лежит электрофорез, физический процесс миграции заряженных ионов лекарственных веществ под действием тока малой величины, в зависимости от заряда от катода к аноду или в обратном направлении, с целью чрескожного или через слизистые оболочки их введения в организм.
В зависимости от применяемого тока различается:
- собственно электрофорез, или гальванофорез при использовании гальванизации постоянным непрерывным током;
- диадинамоэлектрофорез при использовании диадинамических токов;
- амплипульсфорез при использовании синусоидально модулированных токов;
- флюктуофорез при использовании флюктуирующих токов.

Проникающая способность веществ при электрофорезе зависит от природы самого вещества, его способности к электролитической диссоциации, состава растворителя, заряда и величины ионов, барьерной функции кожи или слизистых и их состояния, электрокапиллярной активности тканей, плотности и типа тока. Проникновение ионов под действием электродвижущей силы, происходит через межклеточные пространства эпидермиса, в особенности протоков потовых желёз, а на слизистых частично и через клетки, проникая через плазмолемму. Проникновение при электрофорезе незначительное, в основном депонируется во время процедуры в эпидермисе, дерме и подкожной клетчатке. В дальнейшем из межклеточного вещества происходит постепенное вымывание с межклеточной жидкостью. В зависимости от показаний и способности ионов диффундировать в ткани, лекарственный электрофорез применяется для местного воздействия на кожу и слизистые при некоторых её патологиях, для введения в подкожную клетчатку и для общего воздействия путём постепенного всасывания в кровоток из места депонирования. Кроме самого вводимого лекарственного средства, оказывается и сопутствующее действие того метода электролечения, которому соответствует применяемый при электрофорезе ток.
Применяется в лабораторных и научных исследованиях, в терапевтической практике, косметологии и других областях.

## Применение в косметологии
Гальванический ток (малой силы и низкого напряжения), подаваемый через электроды, положительно влияет на тонус гладкой мускулатуры, что приводит к росту тонуса сосудов и несколько разглаживает кожу: это свойство гальванического тока активно используется в косметологии.
В отличие от простого нанесения препаратов на кожу, введение их с помощью ионофореза позволяет за счёт движения ионов и водорастворимых веществ доставить их в глубокие слои кожи. Из-за того, что вещества, вводимые с помощью ионофореза, находятся в ионизированной форме, повышается их биодоступность и, как следствие, клинический эффект. В процесс ионофореза вовлекаются и тканевые ионы, и клеточные мембраны, что способствует стимуляции всех видов обмена. Применение данной процедуры повышает накопление жидкости кожей, что тоже способствует уменьшению выраженности морщин, и внешне кожа выглядит более гладкой.
Рядом авторов считается, что ионофорез, помимо местного эффекта, обладает также системным действием за счёт стимуляции вегетативной нервной системы через кожные рецепторы, подвергшиеся действию ионофореза.
Такое сочетанное действие ионофореза ускоряет выведение токсинов из клеток, оказывая лимфодренажное действие и, помогая в лечении целлюлита, устраняет мелкие и разглаживает глубокие морщины лица, век, шеи, улучшает питание сухой кожи, делает её более гладкой и эластичной.
В качестве растворителя веществ, вводимых методом ионофореза, служит вода. Действующее вещество в водном растворе расщепляется на ионы, которые под воздействием электрического тока эффективно проникают через кожный барьер в глубоко лежащие ткани.
В косметологии данный метод активно используется для устранения косметических дефектов кожи, таких как морщины, мешки под глазами, и т. п. Следует отметить что эффект от данной процедуры временный, и для его восстановления требуется повторное её выполнение.
В настоящее время развивается целое направление — ионная косметология, суть которой — использование липосомальных косметических средств, действующие компоненты которых уже находятся в сильно ионизированной форме. Ионы проникают через выводные протоки сальных и потовых желёз на глубину 2-8 мм, скапливаются в коже и образуют депо, а затем вымываются лимфой, попадая в глубоко лежащие ткани и общий кровоток.

### Методика выполнения
На кожу накладывается марлевая лента, пропитанная водорастворимым препаратом. Распространено и использование токопроводящего геля с различными экстрактами. Активным электродом кожа плавно обрабатывается в течение 10 минут. Каждый препарат вводится со своего электрода — положительного или отрицательного. В зависимости от заряда иона действующего вещества оно вводится в кожу с помощью анода или катода. Активным электродом кожа плавно обрабатывается в течение 10 минут.
В некоторых случаях используют охлаждённый лекарственный препарат с целью вызвать спазм капилляров и усилить местное действие вещества, ослабив его системные эффекты. Существует такая разновидность ионофореза, как криоионофорез, когда фармакологические субстраты в требуемой концентрации разводятся в специальном сосуде в дистиллированной воде и медленно охлаждаются до температуры от 0°С до −5°С. Использование пониженной температуры при ионофорезе способствует сокращению капилляров, что снижает проникновение лекарств в кровь, увеличивая местный эффект и уменьшая реакцию всего организма.
Более распространённый метод — дезинкрустация — ионофорез щелочного раствора с отрицательного полюса. Применяется для очищения кожи лица, размягчения и удаления сальных пробок. Положительно заряженные ионы натрия, накапливаясь в сальных и потовых железах, повышают рН кожи, что способствует разрыхлению эпидермиса и раскрытию пор. Это способствует глубокому очищению кожи, которая после такой процедуры намного лучше воспринимает все питательные и увлажняющие вещества, которые тоже можно ввести вглубь кожи с помощью ионофореза. Например, противовоспалительные при проблемной коже, или питательные и тонизирующие при увядающей, и гидратирующие в случае сухой кожи.

### Противопоказания
Ионофорез противопоказан в случаях, если имеются новообразования, лихорадочные состояние, гнойные или раневые процессы, хроническая сердечная недостаточность. Его не проводят тем, у кого на больших участках нарушена целостность кожи или присутствуют системные заболевания кожи, беременным и людям с установленным кардиостимулятором. При работе на лице — заболевания щитовидной железы, гайморитом или фронтитом в стадии обострения, кистами и опухолевыми заболеваниями молочной железы и армированием золотыми нитями.